# Kurdistan iranien
Pour les articles homonymes, voir Kurdistan (homonymie).

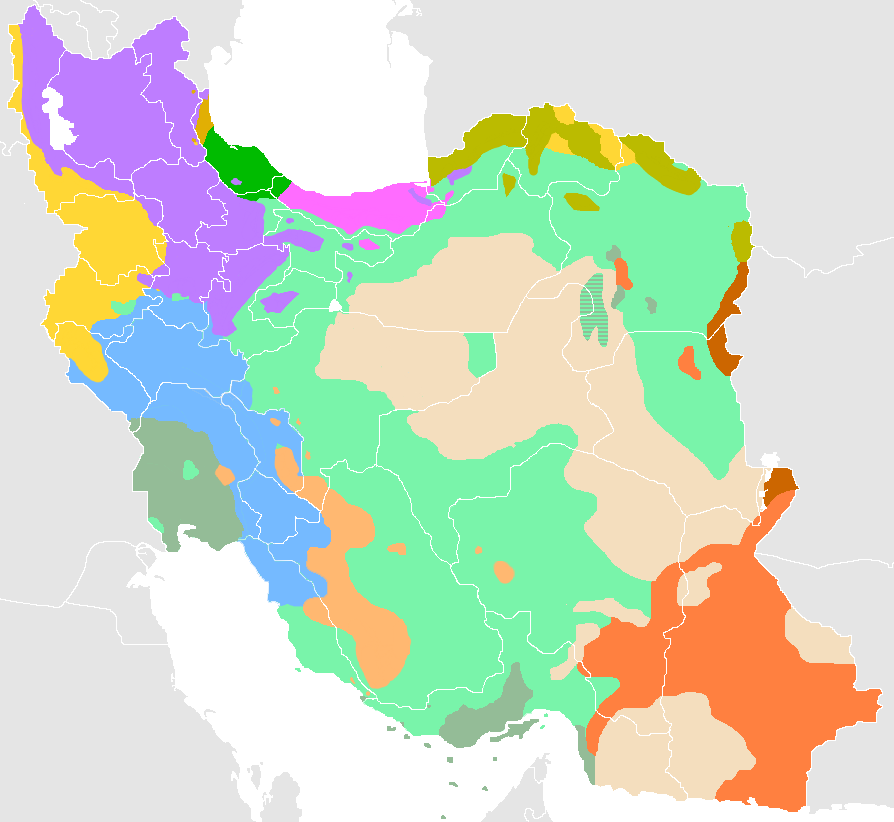
Kurdistan iranien (en jaune)

Le Kurdistan iranien (en kurde sorani : Rojhellatî Kurdistan), aussi appelé Rojhelat, en français : « l'Orient », est le nom officieux des régions d'Iran habitées par des Kurdes. Il partage des frontières avec l'Irak et la Turquie, les régions frontalières de ces pays étant également peuplées de Kurdes. Il compte 12 millions d’habitants, ce qui représente 14 % de la population iranienne. Sans existence politique officielle, il est difficile d'en définir le centre politique, mais on mentionne souvent comme capitale Mahabad, siège de l'éphémère République de Mahabad, ou parfois Sanandaj, capitale de la province iranienne du Kurdistan.

## Présentation générale
Le Kurdistan iranien inclut des parties de la province d'Azerbaïdjan de l'ouest, du Kordestan, de la province de Kermanshah et de la province d'Ilam.
Les Kurdes forment la majorité de la population de cette région qui est estimée à 14 millions (soit 14 % de la population), principalement sunnites, contrairement à la majorité de la population iranienne, musulmane chiite.
Cette région est la partie orientale du grand espace géo-culturel appelé Kurdistan. De nombreux dialectes kurdes y sont parlés, en particulier le kurmandji au nord, le sorani au centre et au sud, et le gurani au sud.

## Histoire

### Antiquité
- Peuple kurde dans l'Antiquité
- Gordyène

### Moyen-Âge
- Période médiévale de l'histoire du peuple kurde
- Hasanwayhides (959-1015)
- Annâzides (990-1117)

### La République du Kurdistan
La République de Mahabad est proclamée le 22 janvier 1946 par Qazi Muhammad à la suite du retrait de l’armée iranienne due à l'invasion anglo-soviétique de l'Iran. Les Soviétiques se montrent plutôt sceptiques mais acceptent d'aider la nouvelle république en lui livrant quelques milliers de fusils et une imprimerie. Bien que l'influence communiste soit très faible, de grands progrès sont accomplis dans le domaine de l’instruction, de l’hygiène publique, des routes. Des livres scolaires furent imprimés en kurde. Première  partie 
féminin kurde créé par Mina Qazi la première femme  de la République 
Kurdistan. L’agriculture fut confiée à un département spécial et le commerce extérieur fut strictement contrôlé. On organisa aussi une armée nationale. Les combattants expérimentés de Moustafa Barzani, qui avaient dû se replier d’Irak, vinrent renforcer le potentiel militaire.
L’expérience ne sera pas de longue durée, car la République du Kurdistan n'est pas en mesure de résister à l'attaque des troupes iraniennes, encouragées et armées par les États-Unis, le 27 novembre 1946. Qazi Muhammad renonce à s'enfuir, il sera jugé et pendu en 1947, tout comme plusieurs autres responsables kurdes. De son côté, Moustafa Barzani, après une marche d'une durée cinquante-trois jours, poursuivi par des troupes iraniennes, irakiennes et même turques, réussit à se réfugier en Union soviétique avec près de cinq cents de ses hommes d’armes. Ceux de ses compagnons qui s’étaient rendus aux autorités militaires de l’Irak, lesquelles leur avaient promis la vie sauve, sont pendus le 17 juin 1947.
La République du Kurdistan, bien qu'éphémère, reste emblématique dans l'histoire kurde, tout comme Qazi Muhammad, mais surtout son imaginaire collectif.

### État impérial d'Iran
La période de pouvoir du premier ministre progressiste iranien Mohammad Mossadegh correspond à une relative libéralisation de la vie politique et culturelle du pays. Après le renversement de Mossadegh en 1953, à l'issue de l'opération Ajax, la majorité des militants kurdes sont contraints de repasser dans la clandestinité et de quitter l'Iran en raison de la répression.

## Aujourd'hui
L'État iranien reconnaît la langue et la culture kurde mais il n'y a pas d'autonomie politique ni administrative malgré l'existence de la province du Kurdistan. La répression de toute contestation kurde en Iran donne couramment lieu à des arrestations et à des condamnations, voire des cas de tortures et d'exécutions,,,. Surtout, les provinces peuplées à majorité de Kurdes sont lourdement touchées par la pauvreté. Ils disposent d'une relative tolérance en matière culturelle — certains médias sont diffusés en langue kurde et les traditions vestimentaires et musicales kurdes sont reconnues.
De nos jours, cinq groupes armés kurdes sont en activité :le Parti démocratique du Kurdistan d’Iran, le Parti pour une vie libre au Kurdistan, le Komala, le Parti de la liberté du Kurdistan et le Parti démocratique du Kurdistan (Iran). Des accords de cessez-le-feu de plus ou moins longue durée avec les militaires iraniens ont cependant permis d'éviter que le conflit ne gagne en intensité.
À partir de 2017 notamment, le PDKI est approché par les États-Unis qui envisagent de l'utiliser afin de priver l'Iran du contrôle de sa frontière occidentale. Ainsi, en juin 2018, le secrétaire général du parti se rend à Washington à l’invitation des autorités américaines où il est reçu par des responsables du département de la défense, dont celui des questions iraniennes. En 2017, avant d’être nommé conseiller à la sécurité nationale, John Bolton appelait dans un éditorial l’administration américaine à se rapprocher des minorités ethniques d’Iran, en particulier les Kurdes, afin de créer un réseau d’alliés régionaux contre l’Iran. La même année, un rapport de l’influent think tank Center for Strategic and International Studies suggérait que les États-Unis soutiennent les Kurdes iraniens afin de déstabiliser la république islamique de l’intérieur. Le PDKI serait toutefois sceptique, jugeant notamment les États-Unis peu loyaux vis-à-vis de leurs alliés.